# Wheeler (Indiana)
Wheeler – jednostka osadnicza w Stanach Zjednoczonych, w stanie Indiana, w hrabstwie Porter.